# Monanthotaxis vogelii
Monanthotaxis vogelii är en kirimojaväxtart som först beskrevs av Joseph Dalton Hooker, och fick sitt nu gällande namn av Bernard Verdcourt. Monanthotaxis vogelii ingår i släktet Monanthotaxis och familjen kirimojaväxter. Inga underarter finns listade i Catalogue of Life.